# Talipariti leeuwenii
Talipariti leeuwenii är en malvaväxtart som först beskrevs av Borss.Waalk., och fick sitt nu gällande namn av Paul Arnold Fryxell. Talipariti leeuwenii ingår i släktet Talipariti och familjen malvaväxter. Inga underarter finns listade i Catalogue of Life.